# Aglaia grandis
Aglaia grandis är en tvåhjärtbladig växtart som beskrevs av Pieter Willem Korthals. Aglaia grandis ingår i släktet Aglaia och familjen Meliaceae. Inga underarter finns listade i Catalogue of Life.